# Myzomèle montagnard
Myzomela adolphinae
Espèce
Statut de conservation UICN

 LC  : Préoccupation mineure
Le Myzomèle montagnard (Myzomela adolphinae) est une espèce de passereau de la famille des Meliphagidae. 
Il est classé en préoccupation mineure (LC) sur la liste rouge mondiale des espèces menacée en 2018.

## Répartition
Il peuple les montagnes de Nouvelle-Guinée.

## Habitat
Il habite les forêts humides tropicales et subtropicales en plaines et les montagnes humides tropicales et subtropicales.